# Polícia Civil do Estado do Maranhão
A Polícia Civil do Estado do Maranhão é uma das polícias do Maranhão, Brasil, órgão do sistema de segurança pública ao qual compete, nos termos do artigo 144, § 4º, da Constituição Federal e ressalvada competência específica da União, as funções de polícia judiciária e de apuração das infrações penais, exceto as de natureza militar.

## Planos de carreira
| Delegado de Polícia | Escrivão de Polícia | Investigador de Polícia |
| ------------------- | ------------------- | ----------------------- |
| 1° Classe           | 1° Classe           | 1° Classe               |
| 2° Classe           | 2° Classe           | 2° Classe               |
| 3° Classe           | 3° Classe           | 3° Classe               |

## Organização policial
- DELEGACIA DE POLÍCIA

A Polícia Civil do Estado do Maranhão, dirigida pelo Delegado Geral da Polícia Civil, desenvolve os serviços públicos da sua competência, basicamente, através das delegacias policiais. As delegacias distribuídas pelo território estadual, são, nas suas circunscrições, o centro das investigações e dos demais atos de polícia judiciária e pontos de atendimento e proteção à população. São 19 delegacias na Capital e 19 regionais no Interior do estado.
- PADRONIZAÇÃO DO PROCEDIMENTO

Existe um padrão organizativo e de rotinas, desenvolvido desde a criação da Polícia Civil, em 1808, quando da instituição da Intendência Geral de Polícia da Corte e do Estado do Brasil, logo disseminado para todo o país. Reformas posteriores no Império e na República mantiveram um modelo nacional. Desde 1871 as investigações policiais são formalizadas no Inquérito Policial, previsto no Código de Processo Penal.
- INVESTIGAÇÃO ESPECIALIZADA

Em apoio as delegacias distritais, surgiram as delegacias especializadas decorrentes do desenvolvimento da 
atividade criminosa que também se especializou, organizou-se em quadrilhas e estendeu as suas ações por largas faixas territoriais. As principais delegacias especializadas reprimem o tráfico de entorpecentes, o roubo e o furto, inclusive de automóveis, as fraudes ou defraudações, sendo certa a inclusão das delegacias de homicídios dentre essas unidades pela importância do bem jurídico protegido que é a vida humana. A Polícia Civil do Maranhão conta com as seguintes delegacias especializadas:
Delegacia do Adolescente Infrator
Delegacia de Roubos e Furtos
DRCASP – Coisa Pública
Delegacia de Roubos e Furtos de Veículos
Delegacia Especial da Mulher
Delegacia de Acidentes de Trânsito
Delegacia de Costumes
Delegacia de Homicídios
Delegacia de Defraudações
Delegacia de Polícia Interestadual - POLINTER
Delegacia do Turismo
Delegacia de Proteção à Criança e ao Adolescente
Delegacia do Consumidor
Delegacia do Idoso
Delegacia do Meio Ambiente
Delegacia Fazendária
- CONSTATAÇÃO CIENTÍFICA

As perícias criminalística e médico-legal integram as atividades da polícia judiciária por força do perfeito entrosamento que deve haver entre o investigador policial e o perito para a elucidação dos crimes. No Estado do Maranhão o segmento técnico-científico é representado por três órgãos: Instituto Médico-Legal, Instituto de Criminalística e Instituto de Identificação.

## Grupo de Resposta Tática (GRT)
É o grupo tático de operações especiais da Polícia Civil do Maranhão. Os 18 primeiros policiais do grupo, formados após treinamento intensivo com instrutores capacitados, tornaram-se aptos para prestar qualquer tipo de apoio tático e resgate de reféns, utilizando armamento diferenciado e escudos balísticos de última geração.
O GRT, chefiado por um delegado de polícia, conta, também, com um especialista em explosivos, um atirador de elite e um negociador.

## Outras instituições
- Perícia Criminal
- Polícia Federal
- Polícia Rodoviária Federal
- Polícia Militar do Estado do Maranhão
- Guarda Municipal